# Вахтель, Муся Ильинична
Муся Ильинична Вахтель (1918, Москва — 2003, Орехово-Зуево) — советская шахматистка, обладательница Кубка РСФСР по шахматам среди женщин (1950), участница финала чемпионата СССР по шахматам среди женщин (1950). Инженер-химик.

## Биография
С конца 1930-х до начала 1950-х годов входила в число ведущих шахматисток РСФСР. В 1937 году победила на чемпионате Воронежской области по шахматам среди женщин, а в 1938 году первенствовала в чемпионате города Воронежа по шахматам среди женщин. После Великой Отечественной войны регулярно участвовала в чемпионатах СССР и РСФСР по шахматам среди женщин. В чемпионатах СССР по шахматам среди женщин три раза участвовала в полуфиналах (1947, 1948, 1949), а из них два раза попадала в финалы. В финале участвовала только в 1950 году, но выступила успешно, поделив 4—5-е место с Б. Вайсберг. В чемпионатах РСФСР по шахматам среди женщин лучшие результаты показала в 1948 году, когда заняла четвертое место, и в 1947 и 1949 годах, когда была пятой. В 1950 году победила в розыгрыше Кубка РСФСР по шахматам среди женщин.
Окончила Воронежский технологический институт (ныне Воронежский государственный университет инженерных технологий). По профессии была инженером-химиком.